# Фінур Юстінуссен
Фінур Юстінуссен (фар. Finnur Justinussen, нар. 30 березня 1989, Торсгавн) — фарерський футболіст, нападник клубу «Вікінгур» та національної збірної Фарерських островів.

## Клубна кар'єра
У дорослому футболі дебютував 2007 року виступами за команду клубу «ГІ Гота», у футбольній школі якого починав займатися футболом.
Своєю грою за цю команду привернув увагу представників тренерського штабу клубу «Вікінгур», до складу якого приєднався 2008 року. Відіграв за фарерську команду наступні три сезони своєї ігрової кар'єри. Більшість часу, проведеного у складі «Вікінгура», був основним гравцем атакувальної ланки команди. У складі «Вікінгура» був одним з головних бомбардирів команди, маючи середню результативність на рівні 0,6 голу за гру першості. Двічі ставав найкращим бомбардиром чемпіонату Фарерських островів.
Протягом 2012 року провів три гри у складі команди шведського клубу «Єнчопінг Седра».
До складу клубу «Вікінгур» повернувся 2012 року.

## Виступи за збірні
Протягом 2010–2011 років залучався до складу молодіжної збірної Фарерських островів. На молодіжному рівні зіграв у 8 офіційних матчах.
2012 року провів один матч у складі національної збірної Фарерських островів.

## Титули і досягнення
- Чемпіон Фарерських островів: 2016
- Володар Кубка Фарерських островів: 2009, 2013, 2014, 2015, 2022
- Володар Суперкубка Фарерських островів: 2014, 2015, 2016
- Найкращий бомбардир чемпіонату Фарерських островів (2):

2009 (19 голів), 2011 (21 гол)